# Loumné
Le Loumné est un ruisseau qui traverse les départements du Gers et des Landes et un affluent gauche de la Douze dans le bassin versant de l'Adour.

## Géographie
D'une longueur de 12,7 kilomètres, il prend sa source sur la commune de Estang (Gers), à l'altitude 140 mètres.
Il coule du sud-est vers le nord-ouest et se jette dans la Douze à Mauléon-d'Armagnac (Gers), à l'altitude 87 mètres.

## Communes, cantons et départements traversés
Le Loumné traverse quatre communes et deux cantons, dans le sens amont vers aval : Estang (source - Gers), Monclar (Gers), Labastide-d'Armagnac (Landes) et Mauléon-d'Armagnac (confluence - Gers).
Soit en termes de cantons, le Loumné prend source dans le canton de Cazaubon, arrose le canton de Roquefort et revient confluer dans le canton de Cazaubon.

## Affluents
Le Loumné a un affluent référencé :
- le ruisseau de Laulesse (rg), 1,4 km sur Mauléon-d'Armagnac.